# Sân vận động Camping World
Sân vận động Camping World (tiếng Anh: Camping World Stadium) là một sân vận động ở Orlando, Florida, nằm trong vùng lân cận West Lakes của Trung tâm thành phố Orlando, phía tây của các cơ sở thể thao và giải trí mới bao gồm Trung tâm Amway, Trung tâm biểu diễn nghệ thuật Dr. Phillips và Sân vận động Exploria. Sân được khánh thành vào năm 1936 với tên gọi Sân vận động Orlando và còn được biết đến với tên gọi Tangerine Bowl và Florida Citrus Bowl. Thành phố Orlando sở hữu và điều hành sân vận động.
Sân vận động Camping World là địa điểm hiện tại của Citrus Bowl và Cheez-It Bowl. Sân cũng là nơi tổ chức thường xuyên của các trận đấu bóng bầu dục đại học khác bao gồm Florida Classic giữa Florida A&M và Bethune-Cookman, MEAC/SWAC Challenge và Camping World Kickoff. Sân vận động được xây dựng cho môn bóng bầu dục và trong quá khứ, sân từng là sân nhà của một số đội bóng bầu dục của các giải đấu thay thế. Từ năm 2011 đến năm 2013, đây là sân nhà của Orlando City SC, một đội bóng đá trong USL Pro. Từ năm 1979 đến năm 2006, đây là sân nhà của đội bóng bầu dục UCF Knights (từ năm 2007, đội đã chơi tại Sân vận động Spectrum thuộc sở hữu của trường đại học và trong khuôn viên trường). Đây cũng là một trong chín địa điểm được sử dụng cho Giải vô địch bóng đá thế giới 1994.

## World Cup 1994
Sân vận động Camping World tổ chức 5 trận đấu tại World Cup 1994, bao gồm 4 trận đấu ở vòng bảng và 1 trận ở vòng 16 đội.
| Ngày                | Giờ   | Đội    | Kết quả | Đội              | Vòng        | Khán giả |
| ------------------- | ----- | ------ | ------- | ---------------- | ----------- | -------- |
| 19 tháng 6 năm 1994 | 12:30 | Bỉ     | 1 - 0   | Maroc            | Bảng F      | 61.219   |
| 24 tháng 6 năm 1994 | 12:30 | México | 2 - 1   | Cộng hòa Ireland | Bảng E      | 60.790   |
| 25 tháng 6 năm 1994 | 12:30 | Bỉ     | 1 - 0   | Hà Lan           | Bảng F      | 62.387   |
| 29 tháng 6 năm 1994 | 12:30 | Maroc  | 1 - 2   | Hà Lan           | Bảng F      | 60.578   |
| 4 tháng 7 năm 1994  | 12:00 | Hà Lan | 2 - 0   | Cộng hòa Ireland | Vòng 16 đội | 61.355   |